# Artaso
Artaso ist ein spanischer Ort im Pyrenäenvorland in der Provinz Huesca der Autonomen Gemeinschaft Aragonien. Artaso gehört zur Gemeinde Caldearenas, er liegt nördlich von Caldearenas. Der Ort hat zurzeit keine Einwohner.

## Einwohnerentwicklung
1900 = 82
1910 = 74
1920 = 70
1930 = 62
1940 = 52
1950 = 36

## Sehenswürdigkeiten
- Romanische Kirche San Julián, im 17./18. Jahrhundert barockisiert